# Mori (Italia)
Mori es una localidad y comune italiana de la provincia de Trento, región de Trentino-Alto Adigio.
En 2021, el municipio tenía una población de 10 048 habitantes.
Se ubica en la periferia suroccidental de Rovereto, separado de dicha ciudad por el río Adigio y la autovía A22.

## Evolución demográfica
| Gráfica de evolución demográfica de Mori entre 1861 y 2001 |
|                                                            |
| Fuente ISTAT - elaboración gráfica de Wikipedia            |